# Robert Detaevernier
Pour les articles homonymes, voir Detaevernier.
Sylvère Robert Detaevernier, né le 3 avril 1894 à Menin et y décédé le 27 janvier 1961 fut un homme politique belge socialiste.
Taevernier fut commissaire d'arrondissement du Parti ouvrier belge et rédacteur du journal Volksrecht'.
Il fut élu conseiller communal (1921-) et échevin de l'Instruction publique, puis Finances (1921-1938) de Menin; conseiller provincial de la province de Flandre-Occidentale (1921-55) et brièvement député permanent; sénateur de l'arrondissement de Courtrai-Ypres (1955-1961) en suppléance de Jean Beaucarne.